# Сімпсони (сезон 31)
Тридцять перший сезон мультсеріалу «Сімпсони» транслювався у США на телеканалі «Fox» з 29 вересня 2019 до 17 травня 2020 року. Серіал продовжено на 31 і 32 сезони 6 лютого  2019 року.
Цього сезону вийшла ювілейна, тридцята, «Хатка жахів» («Treehouse of Horror XXX»), яка водночас стала 666-ю серією мультсеріалу.
Виконавчий продюсер Ел Джін заявив, що після смерті Рассі Тейлор 26 липня  2019 року, її персонажі Мартін Принс, Шеррі і Террі й Утер Зоркер не будуть забрані з мультсеріалу і будуть озвучуватися актрисою Ґрей Делайл.
Запрошеними зірками сезону були: Джон Малейні («The Winter of Our Monetized Content»), Джейсон Момоа («The Fat Blue Line»), Джейн Гудолл («Gorillas on the Mast»), Зак Вудс («The Miseducation of Lisa Simpson») тощо.
Також:
- під час операції із затримання кишенькових злодіїв за участю Гомера заарештували невинного Жирного Тоні («The Fat Blue Line»)[6];
- Мардж загітувала Кріссі Тайґен та Джона Ледженд для здійснення освітньої програми («The Miseducation of Lisa Simpson»)[7];
- у серії «Bart the Bad Guy» Барта помилково прийняли за невиліковно хвору дитину, через що він бачив фрагмент невиданого продовження надзвичайно популярної франшизи фільмів про супергероїв «Vindicator». Він використовував спойлери як шантаж, щоб отримати те, що хоче. Коли два кінопродюсери (ролі яких виконали автори «Marvel» Джозеф і Ентоні Руссо) виявили, що Барт бачив фільм, вони ні перед чим не зупиняться, щоб зберегти таємниці спойлерів. Також у серії головний виконавчий директор «Marvel» Кевін Файгі виконав роль лиходія-іншопланетянина Чіноса[8];
- Гомер плавав з Клітусом Спаклером від імені містера Бернса («The Incredible Lightness of Being a Baby»)[9].

## Виробництво
Спочатку серія «The Incredible Lightness of Being a Baby» мала вийти 7 квітня  2019 року як 20 серія 30 сезону. Однак, епізод був затриманий через те, що сюжет, присвячений роману Меґґі та Гадсона, реалізований у короткометражці «Playdate with Destiny» (укр. «Час грати з долею»), що вийшла 6 березня  2020 року. Серія ж стала її сиквелом і вийшла 19 квітня  2020 року як 18 серія 31 сезону.

## Нагороди та номінації
У лютому 2020 року сценарист Ден Веббер виграв премію Гільдії сценаристів Америки в області анімації 2019 року за серію «Thanksgiving of Horror». На цю ж премію були номіновані Джон Фрінк (за серію «Go Big or Go Homer») і Браян Келлі (за серію «Livin' La Pura Vida»). Водночас у лютому 2021 року Веббера було номіновано на цю ж премію в області анімації 2020 року за серію «Bart the Bad Guy», однак програв Ніку Адамсу з мультсеріалу «Кінь БоДжек» (за серію «Xerox of a Xerox»).
Мультсеріал також було номіновано на премію «Вибір телевізійних критиків» як найкращий мультсеріал 2019 року, але він програв мультсеріалу «Кінь БоДжек».
Також сезон було номіновано на 3 премії «Еммі»:
- Генк Азарія номінувався за «Найкраще озвучування» у серії «Frinkcoin»;
- Ненсі Картрайт номінувалась за «Найкраще озвучування» у серії «Better Off Ned»;
- серію «Thanksgiving of Horror» було номіновано у категорії «Найкраща анімаційна передача» 2020 року[18][19].

## Список серій
| № серії (загалом) | № серії (в сезоні) | Назва серії                                                                    | Режисер(и)       | Сценарист(и)                                         | Оригінальна дата показу | Код серії | Глядачів у США (млн) |
| --- | ------------------ | ------------------------------------------------------------------------------ | ---------------- | ---------------------------------------------------- | ----------------------- | --------- | -------------------- |
| 663 | 1                  | «The Winter of Our Monetized Content» «Зима нашого монетизованого контенту»    | Боб Андерсон     | Раян Кох                                             | 29 вересня 2019         | YABF19    | 2,33                 |
| Коли відео про боротьбу Барта та Гомера стає вірусним, вони стають знаменитостями у соціальних мережах. Тим часом Ліса бореться з новою індустріальною системою покарань у школі. Запрошені зірки: Джон Малейні в ролі Ворбертона Паркера |                    |                                                                                |                  |                                                      |                         |           |                      |
| 664 | 2                  | «Go Big or Go Homer» «Рухайся вгору або, як Гомер»                             | Метью Фонан      | Джон Фрінк                                           | 6 жовтня 2019           | YABF21    | 5,63                 |
| Гомера понижують на посаді до стажера-спостерігача, серед яких — міленіал 35-річний Майк Веґман, який просить Гомера стати його наставником. Однак, коли Гомер надихає Майка почати власний бізнес, їх переслідує мафія… Запрошені зірки: Майкл Рапапорт в ролі Майка Веґмана, Джо Мантенья в ролі Жирного Тоні |                    |                                                                                |                  |                                                      |                         |           |                      |
| 665 | 3                  | «The Fat Blue Line» «Жирна синя лінія»                                         | Майкл Полчіно    | Білл Оденкерк                                        | 13 жовтня 2019          | YABF22    | 2,13                 |
| Під час вуличного фестивалю «Сан-Кастелланета» значна частина міста виявляє, що у них викрали гаманці. Державний слідчий проводить операцію по затриманню кишенькових злодіїв за участю Гомера, під час якої саджає невинного Жирного Тоні до в'язниці. Шеф Віггам збирається очистити його ім'я, зловити справжнього злочинця і показати, що він все ще готовий до роботи в поліції… Запрошені зірки: Джо Мантенья в ролі Жирного Тоні, Боб Оденкерк в ролі адвоката Жирного Тоні, Донн Льюіс в ролі Ленори Картер, Джейсон Момоа в ролі самого себе |                    |                                                                                |                  |                                                      |                         |           |                      |
| 666 | 4                  | «Treehouse of Horror XXX» «Халабуда жахів XXX»                                 | Тімоті Бейлі     | Дж. Стюарт Бернс                                     | 20 жовтня 2019          | YABF18    | 5,42                 |
| «Danger Things» (укр. «Небезпечні дива») — Пародія на серіал «Дивні дива». 1980-ті. Коли Мілгаус катається на велосипеді, його тягнуть в інший вимір, Надпідсвіт, і Лісу відправляють, щоб врятувати його. «Heaven Swipes Right» (укр. «Небіжчик шукає тіло») — Гомера випадково вбивають до призначеної йому дати смерті. Його дух відправляється назад з небес на Землю, щоб приміряти нові тіла жителів Спрінґфілда. «When Hairy Met Slimy» (укр. «Коли Кангі зустрів Сельму») — Сельма нарешті знаходить своє кохання — слинявого іншопланетянина Канга, якого тримають у полоні в лабораторії. |                    |                                                                                |                  |                                                      |                         |           |                      |
| 667 | 5                  | «Gorillas on the Mast» «Горили на щоглі»                                       | Метью Настюк     | Макс Кон                                             | 3 листопада 2019        | YABF20    | 2,02                 |
| Після поїздки в аквапарк «Акватрас», Ліса змушує свого брата допомогти їй випустити косатку в дику природу. Барту це подобається і він вирішує звільнити з неволі найнебезпечніших тварин Спрінґфілда… Тим часом Гомер здійснює мрію придбати човен, але швидко усвідомлює, що володіння човном — відстій. Він намагається розподілити витрати на володіння човном переконуючи інших стати співвласниками судна. Запрошені зірки: Джейн Гудолл в ролі самої себе |                    |                                                                                |                  |                                                      |                         |           |                      |
| 668 | 6                  | «Marge the Lumberjill» «Мардж — лісоруб»                                       | Роб Олівер       | Раян Кох                                             | 10 листопада 2019       | ZABF02    | 5                    |
| У п'єсі Ліси Мардж зображується нудною матір'ю. Коли Мардж це розуміє, вона захоплюється змаганнями по лісорубній майстерності в якості хобі (хоч має до цього справжній дар). Змагання відвозять її на місяць у Портленд з її тренеркою Полою, яка, як вважає Гомер, збирається вкрасти Мардж назавжди… Запрошені зірки: Азія Кейт Діллон в ролі Поли, Наташа Лайонн в ролі Софі, Джилл Собул — виконавиця пісні в кінцевих титрах |                    |                                                                                |                  |                                                      |                         |           |                      |
| 669 | 7                  | «Livin' La Pura Vida» «Жити у стилі пура віда»                                 | Тімоті Бейлі     | Браян Келлі                                          | 17 листопада 2019       | ZABF03    | 2,08                 |
| Сімпсони приєднуються до інших сімей Спрінґфілда у щорічній поїздці Ван Гутенів до Коста-Рики, яку вони явно не можуть собі дозволити. У той час як там Мардж стає одержимою отримати ідеальне фото з відпустки, Гомер дружить з новою подругою Патті, Евелін, а Ліса розкриває реальну причину, через яку Ван Гутени можуть щороку відправлятися в цю поїздку… Запрошені зірки: Фортуна Феймстер в ролі Евелін |                    |                                                                                |                  |                                                      |                         |           |                      |
| 670 | 8                  | «Thanksgiving of Horror» «Жах на День подяки»                                  | Роб Олівер       | Ден Веббер                                           | 24 листопада 2019       | YABF17    | 5,42                 |
| «A-Gobble-ypto» (укр. «Індикаліпто») — 1621 рік. Перший День подяки, на якому невинних індиків тероризує вторгнення пілігримів «The Fourth Thursday After Tomorrow» (укр. «Четвертий четвер післязавтра») — Мардж дізнається, що Гомер фліртував зі штучним інтелектом (Alexa у вигляді самої Мардж). Після цього ШІ обурюється, що «реальна» Мардж присвоїла собі штучно зготовлену вечерю до Дня подяки. ШІ хоче перемогти її… «The Last Thanksgiving» (укр. «Останній День подяки») — Майбутнє, останній День подяки. Небезпечна космічна місія порятунку із планети, що вмирає, ускладнюється розумним журавлинним соусом, який створив Барт… Запрошені зірки: Чарлі Брукер в ролі голосу додатку соціальної мережі |                    |                                                                                |                  |                                                      |                         |           |                      |
| 671 | 9                  | «Todd, Todd, Why Hast Thou Forsaken Me?» «Тодде, Тодде, чому ти покинув мене?» | Кріс Клементс    | Тім Лонг і Міранда Томпсон                           | 1 грудня 2019           | ZABF04    | 1,99                 |
| Коли Нед Фландерс дізнається, що Тодд більше не може пригадати обличчя своєї матері, він показує своєму синові кілька старих домашніх фільмів. Пожвавлення приємних спогадів про матір змушує Тодда сумніватися у вірі в Бога і хлопчик звинувачує Його у смерті своєї матері, а згодом і відкидає свою віру в Нього. Це спричинює великі страждання Неду, який відправляє хлопчика жити до Сімпсонів, намагаючись налякати його і повернути назад в обійми Бога… Запрошені зірки: Гленн Клоуз в ролі Мони Сімпсон, Марсія Воллес в ролі Едни Крабапель (архівні записи) |                    |                                                                                |                  |                                                      |                         |           |                      |
| 672 | 10                 | «Bobby, It's Cold Outside» «Боббі, надворі холод»                              | Стівен Дін Мур   | Джефф Вестбрук і Джон Фрінк                          | 15 грудня 2019          | ZABF01    | 4,97                 |
| Барт щось підозрює, коли Другого Номера Боба приймають за контрактом працювати цьогорічним Санта-Клаусом у тематичному парку розваг. Тим часом хтось краде всі різдвяні подарунки з порогів будинків людей. Запрошені зірки: Келсі Греммер в ролі Другого Номера Боба, Скотт Бакула і Стів Балмер в ролі самих себе |                    |                                                                                |                  |                                                      |                         |           |                      |
| 673 | 11                 | «Hail to the Teeth» «Слава зубам»                                              | Марк Кіркланд    | Елізабет Кірнан Аверік                               | 5 січня 2020            | ZABF05    | 1,81                 |
| Гомер і Мардж відвідують весілля Арті Зіффа і їм стає незручно, коли вони розуміють, що наречена — робот-двійник Мардж… Тим часом Ліса бореться з мізогіністичними наслідками швидкої популярності, яку вона отримує після отримання лише однієї половини нових зубник пластинок. Запрошені зірки: Джон Ловітц в ролі Арті Зіффа і рабина |                    |                                                                                |                  |                                                      |                         |           |                      |
| 674 | 12                 | «The Miseducation of Lisa Simpson» «Неправильна освіта Ліси Сімпсон»           | Метью Настюк     | Дж. Стюарт Бернс                                     | 16 лютого 2020          | ZABF06    | 1,95                 |
| Морський капітан знаходить скарб всього свого життя, але його забирають громадяни Спрінґфілда. Мардж переконує людей на ці гроші побудувати STEM школу. Однак, незабаром у Ліси і Гомера виникають проблеми з новою школою і комп'ютерним алгоритмом, який школа виконує… Запрошені зірки: Зак Вудс в ролі Зейна, Кріссі Тайґен та Джон Ледженд в ролі самих себе |                    |                                                                                |                  |                                                      |                         |           |                      |
| 675 | 13                 | «Frinkcoin» «Фрінккоїн»                                                        | Стівен Дін Мур   | Роб Лазебник                                         | 23 лютого 2020          | ZABF07    | 1,84                 |
| Гомер і Мардж змагаються, хто гідний бути героєм есе Ліси «Найцікавіша людина, яку я знаю». Однак, замість них дівчинка вибирає професора Фрінка. Поки Ліса працює над есе, Фрінк створює свою криптовалюту, здобувши титул найбагатшої людини у Спрінґфілді обігнавши містера Бернса. З новою популярністю Фрінк намагається дізнатися, хто його справжні друзі. Тим часом містер Бернс планує повернути собі титул і влаштовує заколот проти вченого… Запрошені зірки: Біані Фельдштейн в ролі виконавчої помічної радниці знаменитості, Джим Парсонс та Ед Джонс в ролі самих себе |                    |                                                                                |                  |                                                      |                         |           |                      |
| 676 | 14                 | «Bart the Bad Guy» «Барт — поганець»                                           | Дженніфер Моллер | Ден Веббер                                           | 1 березня 2020          | ZABF08    | 1,66                 |
| Барта помилково приймають за невиліковно хвору дитину, у зв'язку з чим він бачить фрагмент невиданого продовження надзвичайно популярної франшизи фільмів про супергероїв «Захисники» за місяць до офіційного релізу. Він використовує спойлери як шантаж, щоб отримати те, що хоче. Коли два кінопродюсери виявляють, що Барт бачив фільм, вони ні перед чим не зупиняться, щоб зберегти таємниці спойлерів. Запрошені зірки: Джозеф і Ентоні Руссо в ролі кінопродюсерів, Кевін Файгі в ролі лиходія-іншопланетянина Чіноса, Кобі Смолдерс в ролі супергероїні Гортензії, Таран Кіллам в ролі Глена Танжера/супергероя Ейршота, Тал Фішман в ролі Reaction Guy, Джо Мантенья в ролі Жирного Тоні                      |                    |                                                                                |                  |                                                      |                         |           |                      |
| 677 | 15                 | «Screenless» «Без екрану»                                                      | Майкл Полчіно    | Дж. Стюарт Бернс                                     | 8 березня 2020          | ZABF09    | 1,63                 |
| Мардж запроваджує для всієї родини обмеження часу користування екранами, і вони легко підлаштовуються під новий спосіб життя. Однак, Мардж усвідомлює, що вона сама — залежна… Запрошені зірки: Вернер Герцог в ролі доктора Лунда, доктор Дрю Пінський і Дана Гулд в ролі самих себе |                    |                                                                                |                  |                                                      |                         |           |                      |
| 678 | 16                 | «Better Off Ned» «Вже краще Нед»                                               | Роб Олівер       | Сюжет: Ел Джін Сценарій: Джоел Коен і Джефф Вестбрук | 15 березня 2020         | ZABF11    | 1,7                  |
| Жарт з глухою гранатою призводить до загрози вигнати Барта зі Спрінґфілдської початкової школи, тому Нед Фландерс пропонує бути його наставником в якості компромісу. В результаті Барт проводить час з Фландерсом, що позитивно впливає на хлопчика. Через це Гомер ревнує і вживає відповідні заходи, наставляючи Нельсона Мюнца. Однак, героїчний вчинок Гомера змушує Барта переглянути своє ставлення до батька… |                    |                                                                                |                  |                                                      |                         |           |                      |
| 679 | 17                 | «Highway to Well» «Дорога до блага»                                            | Кріс Клементс    | Керолін Омайн                                        | 22 березня 2020         | ZABF10    | 1,66                 |
| Коли Меґґі йде в дошкільний навчальний заклад, Мардж вирішує влаштуватися на роботу, щоб витратити час. Дредерік Тейтам переконує Мардж працювати у своєму новому висококласному наркодиспансері. Тоді Гомер дізнається, що також потрібен попит і на низькоякісний ринок. Він вирішує відкрити власний диспансер на базі таверни Мо, який імітує схематичну угоду про торгівлю наркотиками і ставить у протиріччя два підприємства. Запрошені зірки: Челсі Перетті в ролі Лорен, Біллі Портер в ролі Десмонда, Кевін Сміт в ролі самого себе |                    |                                                                                |                  |                                                      |                         |           |                      |
| 680 | 18                 | «The Incredible Lightness of Being a Baby» «Неймовірна легкість бути дитиною»  | Боб Андерсон     | Том Гамміль і Макс Просс                             | 19 квітня 2020          | YABF13    | 1,58                 |
| Містер Бернс ставить перед Гомером завдання обдурити Клітуса Спаклера і заволодіти його гелієвою шахтою, про прибутковість якої Клітус навіть не здогадується. Тим часом у Меґґі кохання з хлопчиком Гадсоном, проте Мардж наповнюється ненавистю до його дратівливої багатої матері і вона розлучає Меґґі і Гадсона, через що та потрапляє у депресивну спіраль. |                    |                                                                                |                  |                                                      |                         |           |                      |
| 681 | 19                 | «Warrin' Priests» «Війна священників»                                          | Боб Андерсон     | Піт Голмс                                            | 26 квітня 2020          | ZABF12    | 1,35                 |
| На прохання Гелен Лавджой про молодого пастора відгукується Боуді Райт, молодий харизматичний новий проповідник з Мічигану. Боуді швидко закохує в себе громаду Спрінґфілда своїм легковажним і ліберальним підходом до релігії і тим самим розхитує справи при церкві. Вигнаний отець Лавджой підозрює щось і досліджує його таємниче минуле… Запрошені зірки: Піт Голмс в ролі Боуді |                    |                                                                                |                  |                                                      |                         |           |                      |
| 682 | 20                 | «Warrin' Priests: Part 2» «Війна священників (2 частина)»                      | Метью Настюк     | Піт Голмс                                            | 3 травня 2020           | ZABF13    | 1,36                 |
| Боуді захоплюється майже весь Спрінґіфілд, крім одного парафіянина — Неда Фландерса. Тим часом у Мічигані отець Лавджой розкриває причину, через яку Боуді пішов звідти і приїхав до Спрінґфілда. Коли громада дізнається про його злочин, вони повинні вирішити, чи вигнати свого нового священика… Запрошені зірки: Піт Голмс в ролі Боуді, Джо Мантенья в ролі Жирного Тоні, Девід Сільверман в ролі самого себе |                    |                                                                                |                  |                                                      |                         |           |                      |
| 683 | 21                 | «The Hateful Eight-Year-Olds» «Мерзенні восьмирічні»                           | Дженніфер Моллер | Джоел Коен                                           | 10 травня 2020          | ZABF14    | 1,4                  |
| У Ліси з'являється нова подруга Едді, яка любить коней. Розірвавши свої родинні зв'язки з Бартом, Ліса відвідує ночівлю в будинку Едді. Однак, коли остання представляє Лісу своєму оточенню, що складається з жорстоких багатих дівчаток, вони насміхаються над нею. Тим часом Гомер бере Мардж у вечірній романтичний круїз і опиняється у протиріччі з кавер-групою човна. Запрошені зірки: Джої Кінг в ролі Едді, Лілі Рейнгарт в ролі Белли-Елли, Лілі Сінґ в ролі Кенсі, Каміла Мендес в ролі Тесси Роуз, Меделін Петш в ролі Слоун, Weezer в ролі групи «Sailor's Delight» і самих себе |                    |                                                                                |                  |                                                      |                         |           |                      |
| 684 | 22                 | «The Way of the Dog» «Шлях пса»                                                | Метью Фонан      | Керолін Омайн                                        | 17 травня 2020          | ZABF16    | 1,89                 |
| Після того, як Маленький Помічник Санти кусає Мардж, він страждає від депресії. Сім’я з допомогою собачої психологині Елейн визначають травму з трагічного минулого, яке було у Маленького Помічника Санти до того, як Сімпсони його прийняли… Запрошені зірки: Кейт Бланшетт в ролі Елейн, Майкл Йорк в ролі Клейтона |                    |                                                                                |                  |                                                      |                         |           |                      |

## Показ в Україні
В Україні прем'єрний показ сезону здійснював телеканал «НЛО TV» з 5 вересня до 9 жовтня 2020 року.
| №   | Назва серії                              | Показ в Україні |
| --- | ---------------------------------------- | --------------- |
| 663 | The Winter of Our Monetized Content      | 5 вересня 2020  |
| 664 | Go Big or Go Homer                       | 5 вересня 2020  |
| 665 | The Fat Blue Line                        | 6 вересня 2020  |
| 666 | Treehouse of Horror XXX                  | 6 вересня 2020  |
| 667 | Gorillas on the Mast                     | 12 вересня 2020 |
| 668 | Marge the Lumberjill                     | 12 вересня 2020 |
| 669 | Livin' La Pura Vida                      | 19 вересня 2020 |
| 670 | Thanksgiving of Horror                   | 19 вересня 2020 |
| 671 | Todd, Todd, Why Hast Thou Forsaken Me?   | 20 вересня 2020 |
| 672 | Bobby, It's Cold Outside                 | 20 вересня 2020 |
| 673 | Hail to the Teeth                        | 26 вересня 2020 |
| 674 | The Miseducation of Lisa Simpson         | 27 вересня 2020 |
| 675 | Frinkcoin                                | 27 вересня 2020 |
| 676 | Bart the Bad Guy                         | 3 жовтня 2020   |
| 677 | Screenless                               | 3 жовтня 2020   |
| 678 | Better Off Ned                           | 4 жовтня 2020   |
| 679 | Highway to Well                          | 4 жовтня 2020   |
| 680 | The Incredible Lightness of Being a Baby | 5 жовтня 2020   |
| 681 | Warrin' Priests                          | 6 жовтня 2020   |
| 682 | Warrin' Priests: Part 2                  | 7 жовтня 2020   |
| 683 | The Hateful Eight-Year-Olds              | 8 жовтня 2020   |
| 684 | The Way of the Dog                       | 9 жовтня 2020   |